# Farní sbor Českobratrské církve evangelické v Brně-Husovicích
Farní sbor Českobratrské církve evangelické v Brně – Husovicích je jedním ze čtyř sborů Českobratrské církve evangelické v Brně. Sbor spadá pod Brněnský seniorát. Své sídlo má ve sborovém domě na adrese Netušilova 26 v Husovicích. Založen byl v roce 1945, navazuje na práci evangelické církve v Husovicích od roku 1892.
Sbor není v současnosti obsazen farářem, administruje ho Kateřina Rybáriková, kurátorem sboru je Jan Rybnikář.

## Historie

### Počátky sboru
V Husovicích, tehdy samostatné obci sousedící s Brnem, bylo v roce 1892 zřízeno kazatelské místo brněnského evangelického sboru. Konaly se zde nešporní pobožnosti a nedělní škola, nejprve v soukromí po rodinách, poté ve školní třídě na Palackého (dnes Dukelské) ulici. Brněnskému faráři Václavu Pokornému v tom vypomáhali laičtí kazatelé Bohumil Michal, Vladimír Míčan, Jaroslav Vendolský ad. Od roku 1895 se o činnost v Husovicích staral Jan Drobný, kurátor brněnského sboru, který zde bydlel. Po první světové válce se shromáždění husovických evangelíků přesunula do školní budovy na Komenského náměstí (dnes náměstí Republiky). Dne 19. března 1925 byla v Husovicích ustavena kazatelská stanice brněnského sboru, předsedou výboru kazatelské stanice se stal František Francl-Jarovský. Už v roce 1927 byla ale sloučena s kazatelskou stanicí v Židenicích, neboť bylo plánováno osamostatnění židenického sboru. Samostatný židenický sbor byl zřízen v roce 1929, Husovice se pak staly jeho kazatelskou stanicí. Práci zajišťoval židenický farář Antonín Venc, kterému vypomáhali vikář Bohumil Procházka, farář ve výslužbě Josef Sypták, vojenský duchovní Pavel Hajnóczy, farář a gymnaziální profesor ve výslužbě Viktor Pospíšil a laici, např. Jindřiška Wurmová. Od roku 1930 měla kazatelská stanice svůj pěvecký sbor, sdružení mládeže či sociální odbor. V roce 1933 dostali husovičtí evangelíci darem od manželů Karla a Marie Bohatcových pavlačový dům ve Vrchlického (dnes Netušilově) ulici (s podmínkou, že sbor bude dárcům vyplácet penzi). Adaptací dvou bytů v přízemí vznikla modlitebna, která byla slavnostně otevřena 24. listopadu 1935. V roce 1936 byla kazatelská stanice povýšena na filiální sbor, ten byl roku 1942 přefařen k brněnskému sboru a 28. října 1945 prohlášen samostatným farním sborem. Prvním farářem sboru byl 8. března 1946 zvolen Josef Hlaváč, kurátorem byl Josef Kubík. V době od 28. října 1945 do 16. června 1946 staršovstvo sboru udělilo faráři Hlaváčovi dlouhodobé studijní volno, které strávil v Belfastu v Severním Irsku, v té době v Husovicích sloužil vikář Bohumil Procházka z brněnského sboru. Slavnostní instalace prvního faráře se konala 6. října 1946 v Červeném kostele v Brně za účasti více než 1000 lidí; faráře Hlaváče instaloval senior Viktor Hájek. V roce 1946 sbor evidoval 860 členů.

### Po roce 1945
Po Josefu Hlaváčovi byli faráři sboru Bohuslav Otřísal a poté Milan Mrázek. Založena byla kazatelská stanice v Bílovicích nad Svitavou a obnovena kazatelská stanice v Obřanech, která předtím fungovala krátce ve 20. letech jako stanice brněnského sboru. V době normalizace značně klesala činnost sboru a účast na shromážděních. Zanikly kazatelské stanice, v roce 1986 sbor přestal pořádat večerní nedělní bohoslužby. Více navštěvovány byly ekumenické biblické hodiny faráře Milana Mrázka v době od vydání ekumenického překladu Bible, na kterém spolupracoval, do roku 1990, kdy odešel do výslužby. Po roce 1989 se život sboru oživoval, obnovilo se vyučování dětí v nedělní škole a začala pracovat křesťanská služba. V roce 1991 se stal vikářem sboru Milan Klapetek, který ale kvůli svým postojům a činnostem před rokem 1989 postupně ztrácel důvěru staršovstva a na doporučení Církevní pastýřské rady rezignoval ke konci roku 1994. Poté byl několik let farářem sboru Bedřich Blahoslav Bašus. V roce 1998 sbor evidoval 538 členů.

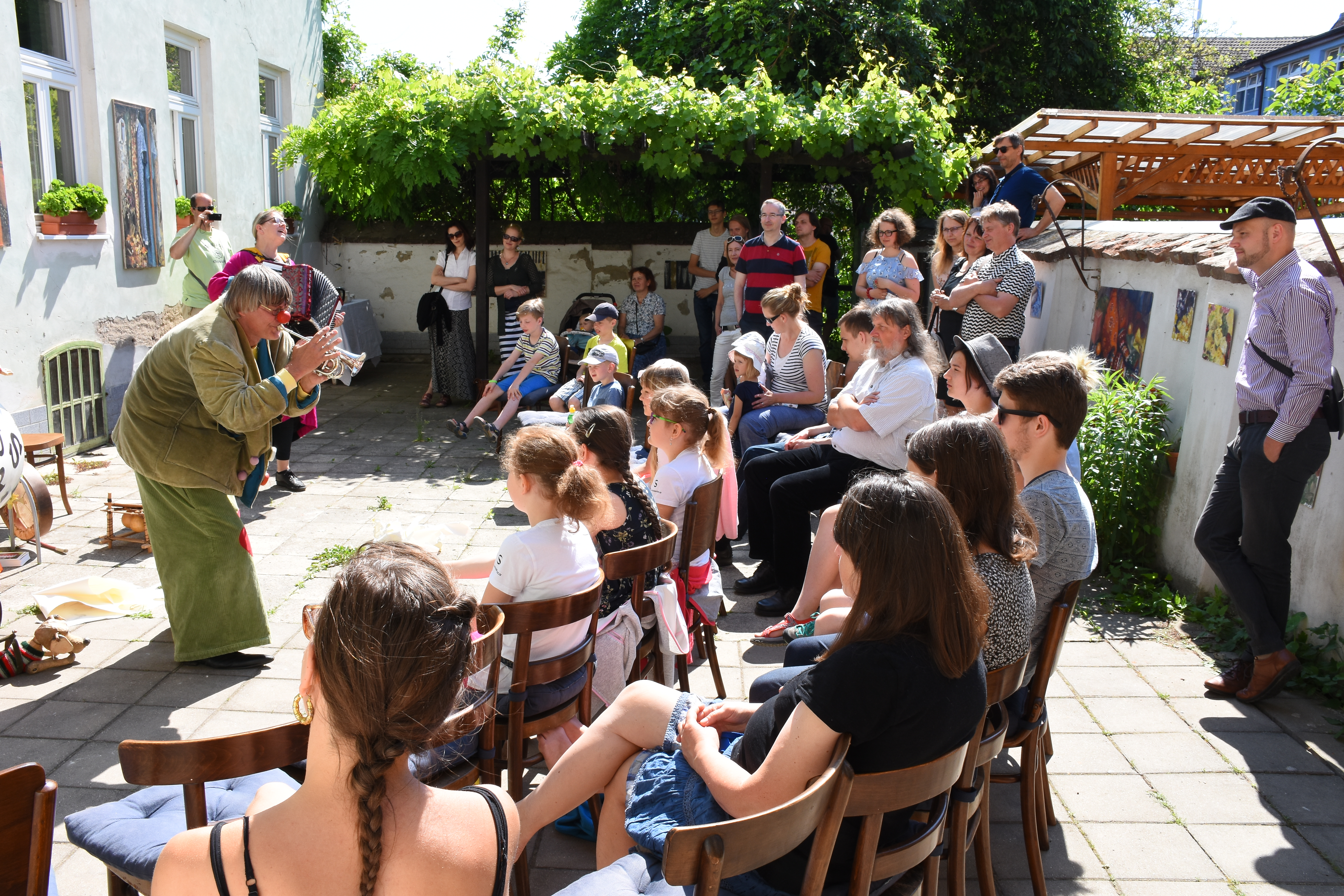
Jiří Bilbo Reidinger na festivalu Husovický dvorek, 2018.

Od září 1999 ve sboru nastoupil farář Štěpán Hájek. Pokračovalo výrazné oživení aktivit sboru, účast na nedělních bohoslužbách se zvýšila natolik, že sbor začal zvažovat hledání jiného prostoru nebo stavbu kostela, nakonec v roce 2004 upravil stávající modlitebnu a na zahradě postavil srubovou klubovnu. Farář spolu se sborem pořádal divadelní festival Husovický dvorek, Hudební nešpory v Červeném kostele (ve spolupráci se sborem Brno I) a v letech 2006–2020 jednou měsíčně večerní bohoslužby v klubu Desert na Rooseveltově ulici v centru Brna. Sbor také spolupracuje s brněnským střediskem Diakonie Českobratrské církve evangelické. Prací lidí z husovického sboru a dalších vznikla v roce 2019 základní škola Filipka se sídlem v Brně-Židenicích (ředitelkou školy je Ruth Konvalinková), v roce 2024 rozšířena o Evangelické gymnázium. V prostorách sboru měla svoji zkušebnu hudební skupina Poletíme?. Kurátor sboru v letech 1996 až 2020, Vladimír Zikmund, působí také jako seniorátní kurátor Brněnského seniorátu a v letech 2015–2021 byl synodním kurátorem Českobratrské církve evangelické; slouží také jako výpomocný kazatel.

## Sborový dům

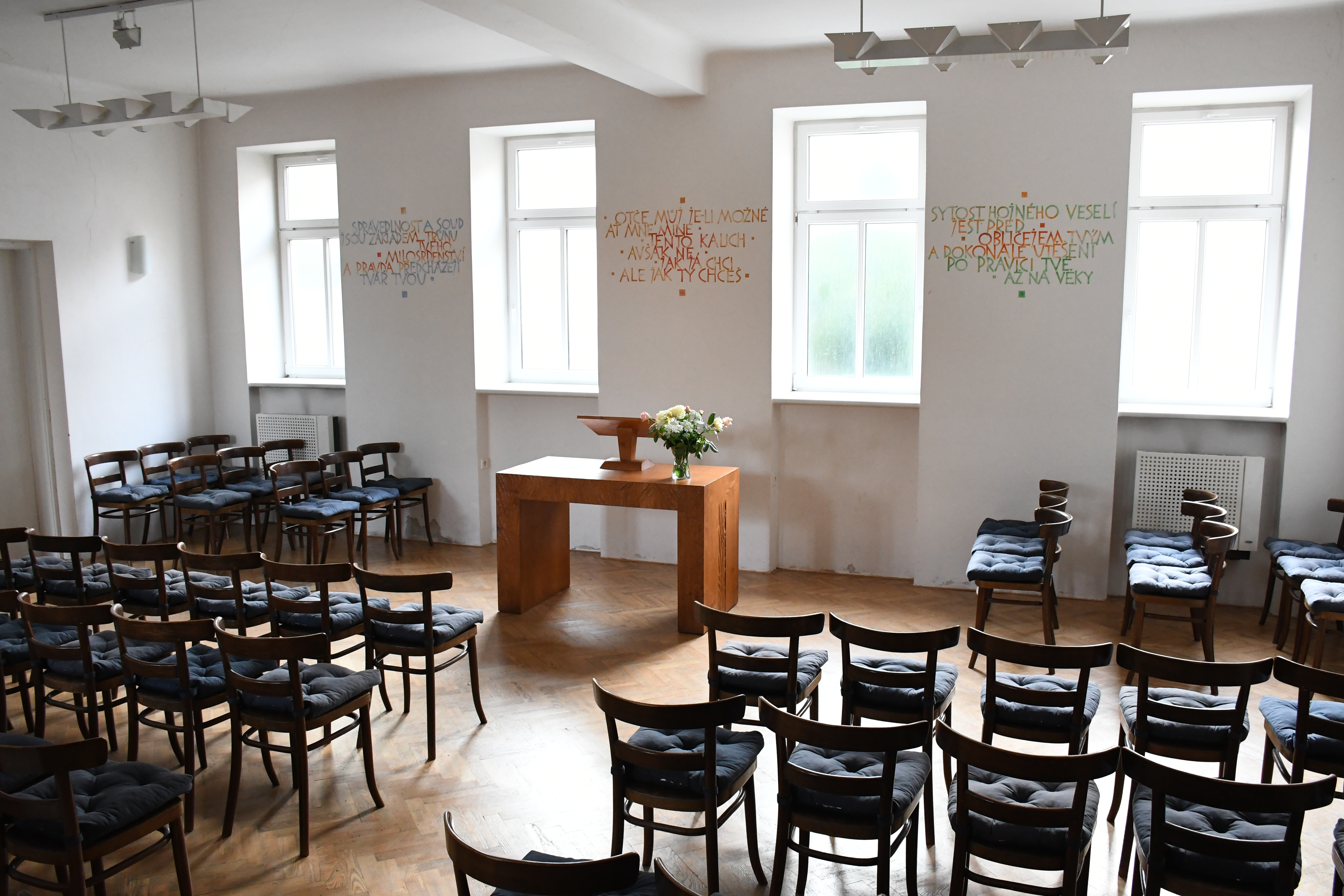
Interiér modlitebny v přízemí sborového domu.

Sbor po celou dobu své historie sídlí ve sborovém domě na Netušilově ulici 720/26 v Brně. Pavlačový dům věnovali husovickým evangelíkům manželé Karel a Marie Bohatcovi. Bylo zvažováno postavení modlitebny ve dvoře, modlitebna nakonec vznikla adaptací dvou bytů v přízemí a byla slavnostně otevřena 24. listopadu 1935. Po druhé světové válce se sbor ucházel o konfiskovaný pozemek v Křivé (dnes Rotalově) ulici, městská rada ale sboru nevyhověla. V roce 1946 se díky uvolnění jednoho bytu rozšířila stávající modlitebna, k dalšímu rozšíření došlo v roce 1949. V roce 1950 bylo v modlitebně zavedeno plynové topení. Uvolnění bytů v patře domu umožnilo v 50. a 70. letech adaptaci na byt pro faráře a kostelníka. V roce 1955 sbor koupil dva domky v Dukelské ulici, které zahradami přiléhají k pozemku na Netušilově ulici, snad za účelem vytvoření většího prostoru pro případnou stavbu modlitebny, k tomu ale nedošlo a v letech 1972 a 1974 byly domy opět prodány. Na zahradě sborového domu stály zahradní domky, které byly v 90. letech pronajaty, po vypovězení nájmu v roce 2003 byly zbourány a v roce 2004 byla na zahradě postavena srubová klubovna. Po roce 2000 byla opět zvažována stavba nové modlitebny nebo kostela, nakonec byla též v roce 2004 upravena stávající modlitebna v přízemí sborového domu na sál s kapacitou 100 míst k sezení. Autorem řešení interiéru byl Milivoj Husák. Husák také navrhl novou uliční fasádu sborového domu, která byla realizována v roce 2009.

## Faráři sboru
- Josef Hlaváč (1917–1989): 1. 1. 1941 – 15. 3. 1952 (nejprve jako vikář, od 1. 9. 1942 jako farář)
- Bohuslav Otřísal (1921–1995): 1. 5. 1952 – 31. 12. 1961
- Milan Mrázek (1924–1999): 16. 2. 1962 – 31. 8. 1990 (nejprve jako vikář, od 27. 1. 1963 jako farář)
- Milan Klapetek (* 1944): 1. 10. 1991 – 31. 12. 1994 (vikář)
- Bedřich Blahoslav Bašus (1922–2004): 8. 9. 1996 – 31. 8. 1999
- Štěpán Hájek (* 1960): 1. 9. 1999 – 31. 10. 2024

V době uprázdnění v letech 1990–1991 sbor administroval Jan Pokorný ze sboru Brno I, v letech 1994–1996 Pavel Kašpar z Brna-Židenic. Od listopadu 2024 uprázdněný sbor administruje Kateřina Rybáriková, farářka v Břeclavi.
V letech 2000–2001 byl na vikariátu v Husovicích Leonardo Teca, pozdější farář v Horních Vilémovicích, Rokycanech a v Kladně. V letech 2006–2007 zde vikariát absolvovala Martina Kadlecová, pozdější farářka v Silůvkách, v Daňkovicích a ve Sněžném. V letech 2012–2013 v Husovicích vikariát absolvoval Filip Ženatý, pozdější farář v Třebenicích. V letech 2002–2003 byl v Husovicích na jáhenské praxi Pavel Čmelík, pozdější farář ve Vsetíně-Horním sboru a v Leskovci. 
V roce 1985 byl v Husovicích ordinován vikář a pozdější děkan Evangelické teologické fakulty Univerzity Karlovy Martin Prudký, v roce 1987 zde byla ordinována farářka Jarmila Řezníčková.

## Kurátoři sboru
- Josef Kubík
- Vladimír Lukl
- Jaromír Dus: 1962–1973
- Marie Pilátová: 1973–1984
- Vladimír Dušek: 1984–1996
- Vladimír Zikmund: 1996 – 7. 10. 2020
- Jaromír Klimek: 8. 10. 2020 – 2024
- Jan Rybnikář: od 8. 10. 2024